# Municipio de Smith (condado de Greene)
El municipio de Smith (en inglés: Smith Township) es un municipio ubicado en el condado de Greene en el estado estadounidense de Indiana. En el año 2010 tenía una población de 383 habitantes y una densidad poblacional de 4,96 personas por km².

## Geografía
El municipio de Smith se encuentra ubicado en las coordenadas 39°7′12″N 87°4′39″O / 39.12000, -87.07750. Según la Oficina del Censo de los Estados Unidos, el municipio tiene una superficie total de 77.29 km², de la cual 77,2 km² corresponden a tierra firme y (0,11 %) 0,08 km² es agua.

## Demografía
Según el censo de 2010, había 383 personas residiendo en el municipio de Smith. La densidad de población era de 4,96 hab./km². De los 383 habitantes, el municipio de Smith estaba compuesto por el 96,34 % blancos, el 0,26 % eran asiáticos, el 1,57 % eran de otras razas y el 1,83 % eran de una mezcla de razas. Del total de la población el 3,13 % eran hispanos o latinos de cualquier raza.